# Марк Никълсън
Магнъс Дъглас „Марк“ Никълсън (на английски: Magnus Douglas „Mark“ Nicholson) (6 март 1871 в Оукънгейтс, Англия – 3 юли 1941 в Озуъстри, Англия) е английски футболист и един от най-важните хора, проправили път на футбола в Австрия. Там той става първият президент на основания през 1900 г. австрийски футболен съюз.